# Joop Boerstoel
Joop Boerstoel (Vorden, 25 april 1965) is een Nederlandse dirigent en musicus.

## Leven en werk
De Vordense musicus Joop Boerstoel studeerde aan de Hogeschool Enschede sector Conservatorium (Ha/Fa directie en klarinet) en het Maastrichtse Conservatorium (orkestdirectie). Zijn docenten aan deze instituten waren onder andere Gert Buitenhuis en Jan Stulen. Ter afsluiting van de studie Uitvoerend Musicus Ha/Fa directie (Master) in 1991, dirigeerde hij de Marinierskapel der Koninklijke Marine en in datzelfde jaar leidde hij weer dit orkest. Ditmaal als geselecteerd cursist in het slotconcert van de “Eerste Internationale Dirigentencursus” in de Doelen te Rotterdam. Als cursusleider trad op de befaamde Amerikaanse dirigent Arnald D. Gabriel. In juli 1993 won Boerstoel de “Zilveren Dirigeerstok” tijdens de “Internationale Dirigentenwedstrijd” in het kader van het Wereld Muziek Concours te Kerkrade. De Koninklijke Militaire Kapel uit Den Haag was het uitvoerende orkest.

## Orkestdirigent
Sinds 1995 is Boerstoel ook internationaal actief. Zo werkte hij onder meer als gastdirigent en cursusleider in Italië (het Conservatorium van Como en de organisatie la Federazione delle Bande Musicali Comasche (Fe.Ba.Co), in Engeland (Royal Militairy School of Music “Kneller Hall”) London en de Royal Academy of Music, Australië (Monash University Wind Symphony Melbourne) en China (Children’s Palace School Orchestra, Beijing en diverse theaters in de regio Suzhou/Sjanghai), Duitsland, Hongarije en Estland. 
In 1989 en 1990 was Boerstoel dirigent van het ZomerOrkest Nederland (HoogteZON). In augustus 2001 dirigeerde hij dit orkest ter gelegenheid van het 15-jarig jubileum. Boerstoel is anno 2024 dirigent van een aantal harmonieorkesten en een symfonieorkest. Symfonisch Blaasorkest Gaanderen, HarmonieOrkest Twente (HOT) en La Sinfonia Contea.

## Activiteiten
Van 1989 tot en met 2004 was Boerstoel werkzaam als klarinetdocent aan ‘de Muzehof’ Centrum voor de Kunsten in Zutphen.
Bij uitgeverij “de Haske” werkte hij mee aan de ontwikkeling van de serie ‘Horen, Lezen & Spelen’. Een in 2002 gereedgekomen driedelige methode voor klarinet (en andere blaasinstrumenten).
In 2005 was Boerstoel als eindredacteur betrokken bij de uitgave van het boek ‘Het gecomponeerde kleinkind’ van auteur Hans Offringa. Een muzikale vertelling met via internet te downloaden improvisaties van Jan Vayne.
Als redacteur was hij betrokken bij het tot stand komen van het boek ‘De Tao van het dirigeren’ van de hand van zijn docent Jan Stulen. In 2014 verscheen hiervan de Duitstalige versie. Ook aan het tweede boek ‘Jan Stulen ten voeten uit…’ heeft Boerstoel zijn medewerking verleend.
Tussen 1999 en 2004 maakte hij deel uit van het algemeen bestuur van de Bond van Orkestdirigenten (BvO), en had tot medio 2013 zitting in de redactie van het vakblad ‘de dirigent’, een uitgave van deze vakorganisatie.
Sinds 1998 is Boerstoel als senior-adviseur muziek verbonden aan Musidesk Rijnbrink te Arnhem. Vanaf 2012 is Boerstoel werkzaam als adviseur muziek (poortwachter harmonie) bij het RIC (Repertoire Informatie Centrum).
In 2015 werd Boerstoel verkozen in het hoofdbestuur van de World Association for Symphonic Bands and Ensembles (WASBE).
Op 8 december 2018 ontvangt Boerstoel van de burgemeester Mark Boumans van de gemeente Doetinchem de zilveren eremedaille. 
Boerstoel is daarmee benoemd tot ereburger van Doetinchem. Hij is sinds november 1998 de dirigent van het SBOG en heeft sindsdien volgens de gemeente ‘een grote maatschappelijke bijdrage geleverd aan de Doetinchemse samenleving als verbinder op het vlak van muzikale kunst en cultuur'.
In november 2023 werd hij Ridder in de Orde van Oranje Nassau.
Boerstoel functioneert als examinator voor muziekexamens en als jurylid voor solistenwedstrijden.